# Anita Noskowska-Piątkowska
Anita Noskowska-Piątkowska – polska urzędniczka państwowa, szefowa służby cywilnej od 2024.
Ukończyła filologię polską oraz Krajową Szkołę Administracji Publicznej (VIII promocja, 1998–2000). Jest absolwentką studiów podyplomowych z europeistyki, marketingu medialnego i politycznego oraz konsultacji publicznych. Jest urzędniczką mianowaną służby cywilnej.
W latach 2000–2008 pracowała w Urzędzie Służby Cywilnej i Departamencie Służby Cywilnej Kancelarii Prezesa Rady Ministrów. Od 2014 do 2020 odpowiadała za akcje informacyjną funduszy europejskich. Od 2020 ponownie w KPRM. W latach 2021–2024, była zastępczynią dyrektora ds. kształcenia w Krajowej Szkole Skarbowości. 28 lutego 2024 została powołana na stanowisko Szefowej Służby Cywilnej.
Ma męża i dwoje dzieci.